# Diagnóza vražda
Diagnóza vražda (v anglickém originále Diagnosis Murder) je americký kriminální televizní seriál, jehož vysílání započala CBS v roce 1993. Seriál má 178 epizod, z nich každá má kolem 50 minut. Natáčení započalo roku 1993 a finální epizoda, která celý seriál ukončila, byla natočena roku 2001.
Hlavními aktéry seriálu jsou Mark Sloan (Dick Van Dyke), který je doktorem losangeleské nemocnice a zároveň jakýmsi pomocníkem policie při vyšetřování vražd. Pomáhá jim v tom také Steve Sloan (Barry Van Dyke), který je detektivem a Markův syn. Dále pak Markův kolega Jack Stewart (Scott Baio) a Amanda Bentleyová (Victoria Rowell).
Jacka Stewarta později nahradil Jesse Travis, kterého ztvárnil Charlie Schlatter.

## Obsazení

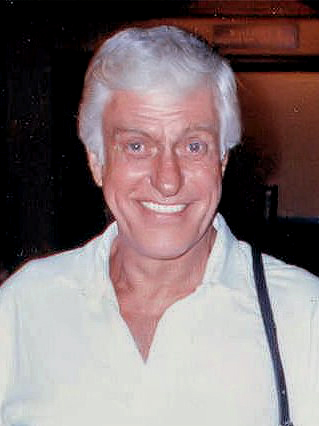
Dick Van Dyke, který ztvárnil Marka Sloana.